# Résolue (1778)
Pour les autres navires du même nom, voir La Résolue.
La Résolue est un navire de guerre français. C'est une frégate de 12 (c'est-à-dire avec des canons de 12 livres), mise en service en 1778. Capturée par les Anglais en 1798, elle est transformée en ponton l'année suivante avant d'être désarmée en 1811.

## Historique

### Construction
La construction de La Résolue commence à Saint-Malo en avril 1777. Construite par Lemarchand sur des plans de l'ingénieur Léon Guignace, elle est lancée le 16 mars 1778 avant d'entrer en service dans la Marine royale en avril 1778.

### Actions militaires

#### Opérations en Afrique et en Atlantique
En 1779, La Résolue participe avec une escadre à la reprise de Saint-Louis du Sénégal aux mains des Anglais. Sous le commandement du comte de Pontevès-Gien et les ordres du comte de Vaudreuil, elle contribue à la destruction de forts et comptoirs anglais sur les côtes de Sierra Léone et Gambie, capturant une douzaine de bâtiments ennemis. La Résolue est présente dans l'arrière-ligne lors de la Bataille d'Ouessant en 1778, bien qu'elle n'y participe pas activement.

#### Guerre d'indépendance des États-Unis
En 1780, La Résolue est engagée dans la Guerre d'indépendance des États-Unis, sous le commandement du vicomte de Langle. Elle transporte John Laurens à Boston ainsi qu'un don de 4,3 millions de livres pour soutenir les insurgés.

#### Escorte dans l'océan Indien
En 1791, La Résolue escorte des navires marchands autour de Thalassery dans l'océan Indien. Lors d'une confrontation avec les frégates anglaises HMS Phoenix (en) et HMS Perseverance (en), un combat a lieu et La Résolue se rend, mais elle est rapidement restituée aux Français, le convoi n'étant pas chargé de contrebande.

#### Capture du HMS Thames
En 1793, La Résolue, sous le commandement du lieutenant de vaisseau L'Hermitte, capture le HMS Thames.

#### Bataille du 23 avril 1794
Le 23 avril 1794, La Résolue participe à un combat naval contre cinq navires anglais et trois autres navires français. Elle éperonne le HMS Concord et parvient à s'échapper tandis que les trois autres navires français sont capturés.

#### Expédition d'Irlande et capture
Pendant l'expédition d'Irlande en 1796, La Résolue, commandée par le Contre-amiral Joseph-Marie Nielly, est démâtée lors d'une collision avec Le Redoutable dans la baie de Bantry. Elle met à l'eau sa yole qui, capturée et conservée en Irlande, sert de modèle pour les yoles de Bantry. La Résolue retourne à Brest le 13 janvier 1797.

### Capture et retrait du service

#### Capture par le HMS Melampus
Le 14 octobre 1798, La Résolue est capturée par le HMS Melampus (en) après la bataille de l'île de Toraigh, à la suite d'une méprise nocturne.

#### Fin de service
Après sa capture, La Résolue n'a jamais été remise en service actif en raison de son obsolescence. Elle a servi de caserne flottante pour les nouveaux marins et a été retirée du service en août 1811.

## Répliquesde la yole de la Résolue
Capturée durant les combats de 1796 en baie de Bantry, une des yoles de la Résolue est toujours conservée en Irlande au Musée national d'Irlande.
80 yoles de Bantry ont été construites dans le monde sur les plans de la yole de 1796.